# 에이다니콜 생어
에이다니콜 생어(영어: Ada-Nicole Sanger, 1998년 1월 24일 ~ )는 미국의 배우이다. 코미디 영화 《다 큰 녀석들》에서 도나 역으로 출연했다.

## 영화
- 다 큰 녀석들 (2010년) - 도나 라몬소프 역